# Isadora Rodríguez
Isadora Rodríguez, (Guachochi, Chihuahua, 1977) corredora de larga distancia, ultramararonista, mujer indígena de la etnia rarámuri, ganadora en dos ocasiones del Maratón Jebla en México. 

## Deportista sobresaliente
Mujer indígena de Chihuahua de 46 años campeona de ultramaratones en México y en Estados Unidos.
En dos ocaciosnes en el año 2022 y 2023 ha ganado el maratón de 42 kilómetros de Cd. Victoria en Tamaulipas, corre con un vestido típico de la región y unos huaraches en lugar de tenis adaptados para correr. Preparación Isadora Rodríguez dijo que se prepara caminando en el monte, mientras cuida chivas, y agregó que tiene al menos 24 años compitiendo.
Ganó con un tiempo de 3 horas con 58 min, la última edición de maratón de Jebla en Cd. Victoria Tamaulipas. También ganó el ultramaratón de California y el Ultramaratón de los Cañones 100 km en Guachochi, Chihuahua. 
En abril de 2024 compitió en el ultramaratón The Speed Project de relevos categoría femenil en donde consiguió el tercer lugar, este maratón se realizó en Estados Unidos. En donde con otras 5 corredoras rarámuris corrieron 540 kilómetros. 

## Historia del pueblo
Los rarámuris también conocidos como tarahumaras, son uno de los pueblos que más sigilosos se han mantenido, evitando el contacto con los “chabochi”, así es como llaman a los que no pertenecen a la comunidad, cuyo significado es “aquellos que causan problemas”, y por el contrario, rarámuris significa “aquellos que huyen de los problemas”. 
Los rarámuri, conocidos como el pueblo de “los pies ligeros”, han contado con grandes corredoras y corredores desde hace mucho tiempo, entre ellos Victoriano Churo, Cirildo Chacarito, Lorena Ramírez y Silvino Cubesare.

## Equipo Rarámuri de corredoras
Isadora es parte del grupo de Mujeres Rarámuris que conformaron el equipo Ra Ra Ra con el que compitieron en la carrera de relevos The Speed Project  en el que obtuvieron el tercer lugar. Con un recorrido de 540 kilómetros Yulisa, Isadora, Lucy, Argelia, Rosa y Verónica conquistaron este ultramaratón saliendo de Los Ángeles California a las Vegas, Nevada en donde estaba la meta. En el transcurso de 3 días y 2 noches, cada una recorríó 90 km y haciendo un tiempo total de 52 horas con 22 minutos. 
Con su vestimenta típica que consiste en vestido con faldón y huaraches, se tomaron la fotografía en el icónico letrero de las Vegas, representando con orgullo al estado de Chihuahua y a su comunidad. 